# Neta U

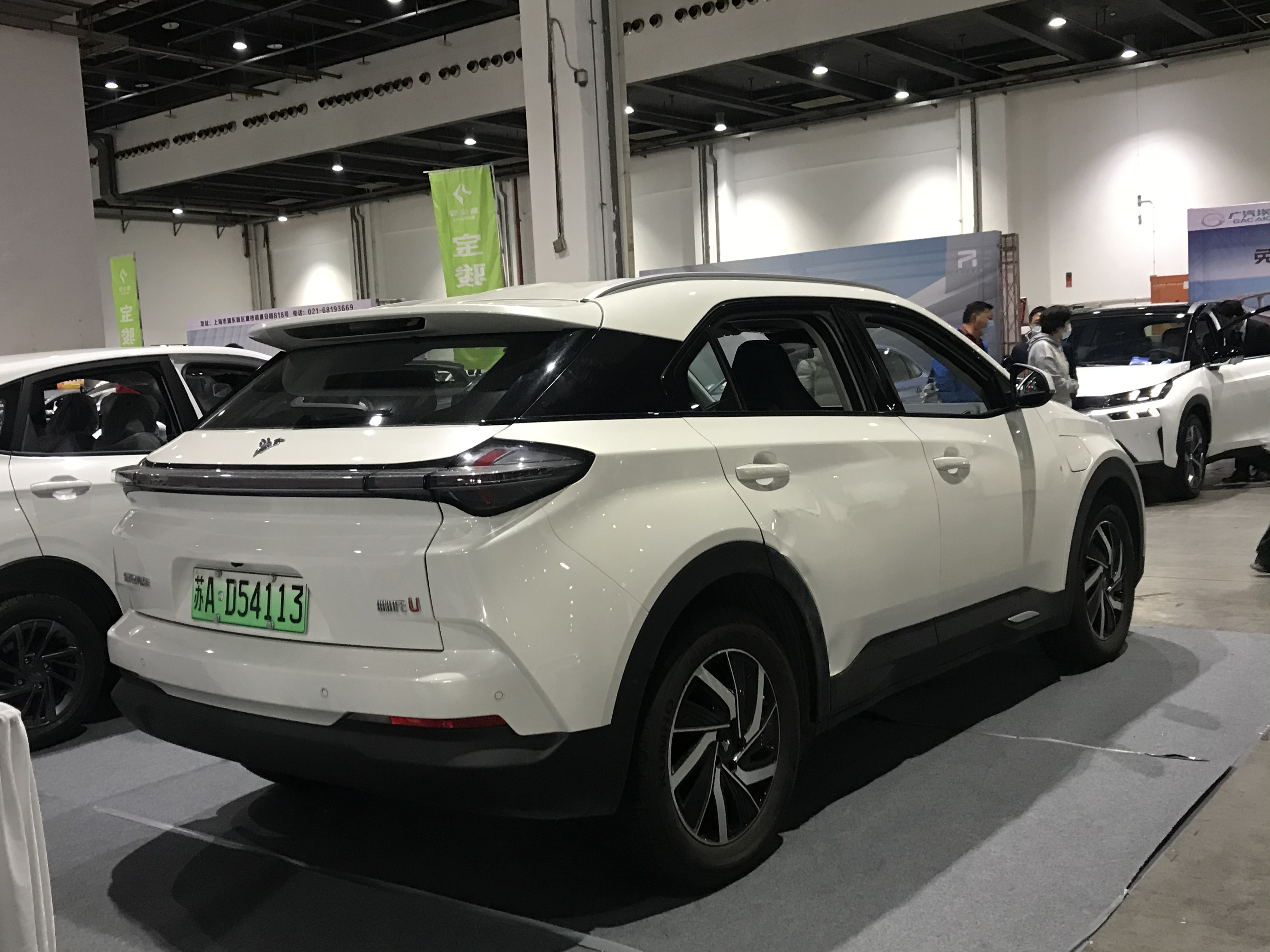
Vue arrière

Le Neta U (哪吒U) est un modèle de crossover compact électrique produit à partir de 2019 par le constructeur automobile chinois Neta Automobile, propriété de la holding Hozon Auto, et fabriqué par Zhejiang Hezhong New Energy Automobile Company.

## Présentation
Hozon Auto a lancé le Neta U lors du salon de l'automobile de Shanghai en avril 2019. Le crossover Neta U de Hozon a été construit sur la plate-forme EPT2.0 de Hozon Auto, qui est la plate-forme de groupe motopropulseur de deuxième génération de Hozon.[réf. nécessaire]
Le Neta U a été initialement présenté en avant-première en tant que concept de pré-production Hozon U au lancement et a été renommé en août 2018.
Il est mis en vente vers fin 2019.
La puissance du Neta U provient d'un moteur électrique produisant 150 ch et 310 Nm, couplé à une batterie avec une autonomie allant jusqu'à 500 kilomètres.

### Neta U-Saloon
Le Neta U-saloon est une version spécialement conçue du Neta U dévoilée en décembre 2020, conçue en tant que VTC. Le modèle présente une configuration à 4 places supprimant le siège du passager avant, et les caractéristiques intérieures comprennent des sièges arrière réglables, des repose-pieds pour les passagers arrière, un grand écran de projection, une recharge sans fil pour les sièges arrière, ainsi que des rangements et des porte-gobelets supplémentaires. Le prototype exposé comporte également une porte coulissante qui s'ouvre vers l'avant. Le modèle est proposé en variantes à 2 et 4 roues motrices, le modèle à 2 roues motrices produisant 204 ch (150 kW) et 310 Nm et la variante à 4 roues motrices produisant 299 ch (220 kW) et 530 Nm avec une autonomie de 660km. Il est disponible en Chine en 2021.

## Neta X
Initialement prévu pour être vendu sous le nom de Neta U Max, le nom a ensuite été dévoilé pour être Neta X. Le Neta U a reçu une version rénovée et un changement de nom pour Neta X en 2023,. Le Neta X est propulsé par un moteur électrique produisant 120 kW avec une vitesse de pointe de 150 km/h.